# Distrito electoral de Oshkosh No. 1
Oshkosh No. 1 (en inglés: Oshkosh No. 1 Precinct) es un distrito electoral ubicado en el condado de Garden en el estado estadounidense de Nebraska. En el Censo de 2010 tenía una población de 571 habitantes y una densidad poblacional de 1,69 personas por km².

## Geografía
Oshkosh No. 1 se encuentra ubicado en las coordenadas 41°18′59″N 102°30′15″O / 41.31639, -102.50417. Según la Oficina del Censo de los Estados Unidos, Oshkosh No. 1 tiene una superficie total de 338.32 km², de la cual 337 km² corresponden a tierra firme y (0.39%) 1.32 km² es agua.

## Demografía
Según el censo de 2010, había 571 personas residiendo en Oshkosh No. 1. La densidad de población era de 1,69 hab./km². De los 571 habitantes, Oshkosh No. 1 estaba compuesto por el 96.32% blancos, el 0.18% eran afroamericanos, el 0.7% eran amerindios, el 0% eran asiáticos, el 0% eran isleños del Pacífico, el 1.05% eran de otras razas y el 1.75% pertenecían a dos o más razas. Del total de la población el 6.3% eran hispanos o latinos de cualquier raza.